# Irische Badmintonmeisterschaft 2015
Die Irische Badmintonmeisterschaft 2015 fand vom 31. Januar bis zum 1. Februar 2015 in Lisburn statt.

## Medaillengewinner
| Disziplin    | Gold                        | Silber                          | Bronze                           |
| ------------ | --------------------------- | ------------------------------- | -------------------------------- |
| Herreneinzel | Tony Stephenson             | Joshua Magee                    | Nhat Nguyen                      |
| Herreneinzel | Tony Stephenson             | Joshua Magee                    | Jonathan Dolan                   |
| Dameneinzel  | Chloe Magee                 | Rachael Darragh                 | Moya Ryan                        |
| Dameneinzel  | Chloe Magee                 | Rachael Darragh                 | Laura Butler                     |
| Herrendoppel | Joshua Magee Sam Magee      | Jonathan Dolan Tony Stephenson  | Stuart Lightbody Tony Murphy     |
| Herrendoppel | Joshua Magee Sam Magee      | Jonathan Dolan Tony Stephenson  | Daniel Magee Niall Tierney       |
| Damendoppel  | Sinead Chambers Jennie King | Sara Boyle Rachael Darragh      | Caitriona Farrell Norma Mcintyre |
| Damendoppel  | Sinead Chambers Jennie King | Sara Boyle Rachael Darragh      | Laura Butler Aisling Ryan        |
| Mixed        | Sam Magee Chloe Magee       | Ciaran Chambers Sinead Chambers | Daniel Magee Rachael Darragh     |
| Mixed        | Sam Magee Chloe Magee       | Ciaran Chambers Sinead Chambers | Tony Murphy Jennie King          |